# Yūki Ōta

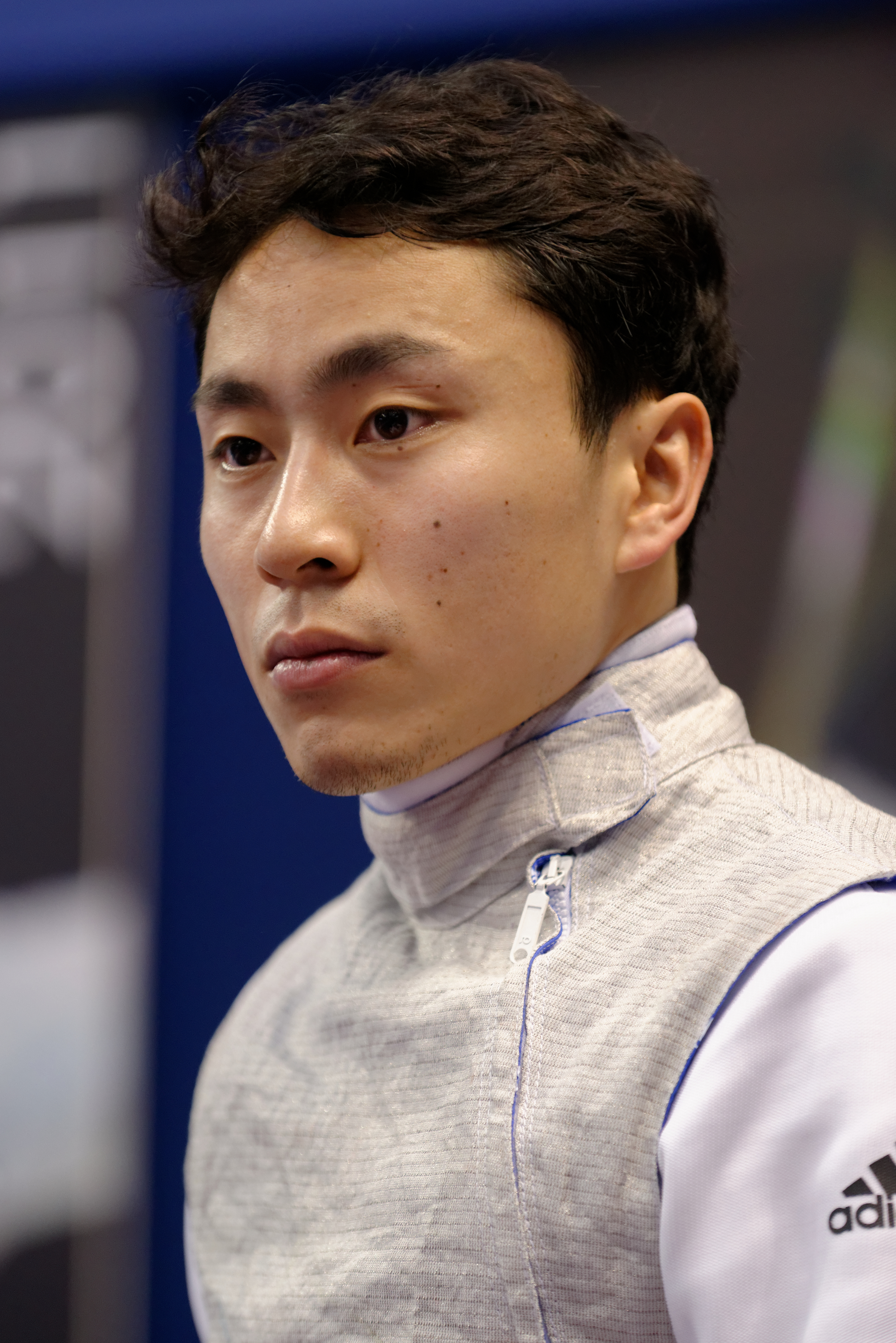
Yūki Ōta beim Weltcup in Paris 2014

Yūki Ōta (jap. 太田 雄貴, Ōta Yūki; * 25. November 1985 in Ōtsu, Präfektur Shiga) ist ein japanischer Florettfechter.
Yūki Ōta hatte seinen internationalen Durchbruch bei den Olympischen Spielen 2004 in Athen, wo er Neunter wurde. Mit dem Team wurde der Tokioter bei den Weltmeisterschaften 2006 in Turin Siebter, 2007 in St. Petersburg Dreizehnter. Hinzu kommt 2007 Platz zehn im Einzelwettbewerb. Die ersten internationalen Titel gewann Ōta bei den Asienmeisterschaften 2007 in Nantong und 2008 in Bangkok. Zum größten Erfolg wurde der Gewinn der Silbermedaille bei den Olympischen Spielen 2008 in Peking. Nachdem Ōta im Viertelfinale mit Peter Joppich (Endstand 15:12) und im Halbfinale mit Salvatore Sanzo (Endstand 15:14) zwei Dreifach-Weltmeister geschlagen hatte, musste er sich im Finale Benjamin Kleibrink mit 9:15 geschlagen geben.
Im Jahr 2010 gewann Yūki Ōta eine Bronzemedaille bei den Weltmeisterschaften in Paris, in dem Jahr wurde er Dritter der Weltrangliste.
Mit der japanischen Mannschaft gewann er bei den Olympischen Spielen 2012 die Silbermedaille, im Einzel erreichte er den vierzehnten Platz.
Viermal konnte Ōta zweite Plätze bei Weltcup-Veranstaltungen erfechten.